# Op hoop van zegen (toneelstuk)

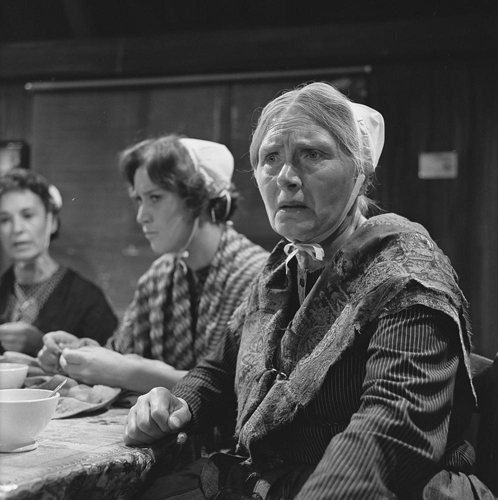
Mimi Boesnach als Kniertje in het televisiespel Op hoop van zegen uit 1965

Op hoop van zegen is het meest gespeelde toneelstuk van Herman Heijermans. Hij schreef het in de laatste twee maanden van het jaar 1900 en de première vond plaats op 24 december 1900.
Het stuk was onmiddellijk een succes, en beleefde de eerste vijf maanden al een honderdtal voorstellingen. Dat aantal nam toe, totdat het realisme waarin Heijermans een meester was, minder populair werd. Niettemin wordt Op hoop van zegen nog altijd regelmatig op de planken gebracht. Het stuk is diverse malen verfilmd, in 1918 (met Esther de Boer-van Rijk als Kniertje), 1924 (met Adele Sandrock), 1934 (opnieuw met Esther de Boer-van Rijk) en 1986 (met Kitty Courbois, wier personage hier Knier heet). Voor de Tweede Wereldoorlog was Esther de Boer-van Rijk de belangrijkste vertolkster van Kniertje (zij speelde de rol 1200 keer), in de jaren vijftig en zestig was dat Beppie Nooij sr. bij het Amsterdams Volkstoneel. Een musicalversie ging op 7 december 2008 in première, in januari 2009 gevolgd door een nieuwe enscenering van het toneelstuk door Het Toneel Speelt onder regie van Jaap Spijkers.

## Realisme
Anders dan in veel moraliserende stukken voor Heijermans' tijd, gaat het in dit realistische werk niet om een zwart-wittekening van goed tegen kwaad. De personages zitten gevangen in een levenslot waaruit zij niet kunnen ontsnappen. Voor de hoofdpersoon, de vissersweduwe Kniertje, die zowel haar man als twee zoons al aan de zee verloren heeft, is er geen andere wereld denkbaar dan het vissersbestaan. Zij dwingt toch haar beide nog levende jongens aan te monsteren voor de visvangst op de "drijvende doodkist", want dat is de wrakkige Op hoop van zegen feitelijk. Dat het dan in een storm vergaat, valt ook niet geheel te wijten aan Bos, de reder. Ook hij is in zekere zin een speelbal van het lot: met grote inspanning heeft hij zich opgewerkt tot zijn vooraanstaande positie, en nu is hij daarin opgesloten en kan zich er niet uit ontwarren.
Op hoop van zegen was in de visserij het beding bij aanmonstering waarbij aan de bemanning alleen loon verschuldigd was indien er voldoende vangst was.

## Kritiek
Sommige commentatoren vonden dat Heijermans' voorstelling van zaken niet overeenkwam met de realiteit en stelden daarom vragen over de moraal van het toneelstuk: "Hoe realistisch het in de ogen van velen ook zijn moge: de werkelijkheid is een andere. Geen enkele professionele reder - en daarover ging het hier getuige de entourage met een eigen kantoor en met een vaste boekhouder - liet een schip, dat 'brak' was, uitvaren zoals ook geen enkele boer zijn tractor in de brand zou steken en zoals ook geen enkele violist de bijl in zijn instrument zou zetten. Dat Heijermans het opnam voor de vissers is te prijzen maar dan zou hij de lage inkomens van de zeevissers hebben moeten laken alsook het armzalige verblijf waarin zij moesten leven en de schamele voeding die zij aan boord kregen voorgezet".

## Dialoog
Het realisme van het stuk komt behalve in de thematiek ook in het taalgebruik tot uiting:
Jo (verschrikt de windvlagen beluisterend): Wees is stil …
Saart: Niks niemendal! Ben je zo báng uitgevallen van avond?
Jo: Bang? Ik bang? Nee, hoor, hahaha! … Ik báng!
Kniertje (voor zich heen): Ja, ja, as 't water spreken kon …
De bekendste zinsnede uit het stuk wordt uitgesproken door de vissersvrouw Truus en later herhaald door Kniertje: De vis wordt duur betaald, waarbij niet op geld wordt gedoeld, maar op de mensenlevens die de visvangst kost.